# Mravnjac
Mravnjac är en ort i Bosnien och Hercegovina.   Den ligger i entiteten Federationen Bosnien och Hercegovina, i den sydöstra delen av landet, 50 km sydost om huvudstaden Sarajevo. Mravnjac ligger 362 meter över havet och antalet invånare är 387.
Terrängen runt Mravnjac är huvudsakligen kuperad. Mravnjac ligger nere i en dal. Närmaste större samhälle är Goražde, 5,3 km nordost om Mravnjac. 
I omgivningarna runt Mravnjac växer i huvudsak lövfällande lövskog. Runt Mravnjac är det ganska tätbefolkat, med 67 invånare per kvadratkilometer.